# فرد قصاب
فرد قصاب (انگلیسی: Fred Butcher; ۱۴ اوت ۱۹۱۳ – مه ۱۹۹۶ (۸۲ ساله)) بازیکن فوتبال اهل بریتانیا بود.
از باشگاه‌هایی که در آن بازی کرده‌است می‌توان به باشگاه فوتبال سوئیندون تاون، باشگاه فوتبال استون ویلا، و باشگاه فوتبال بلکپول اشاره کرد.